# National Park Mountain

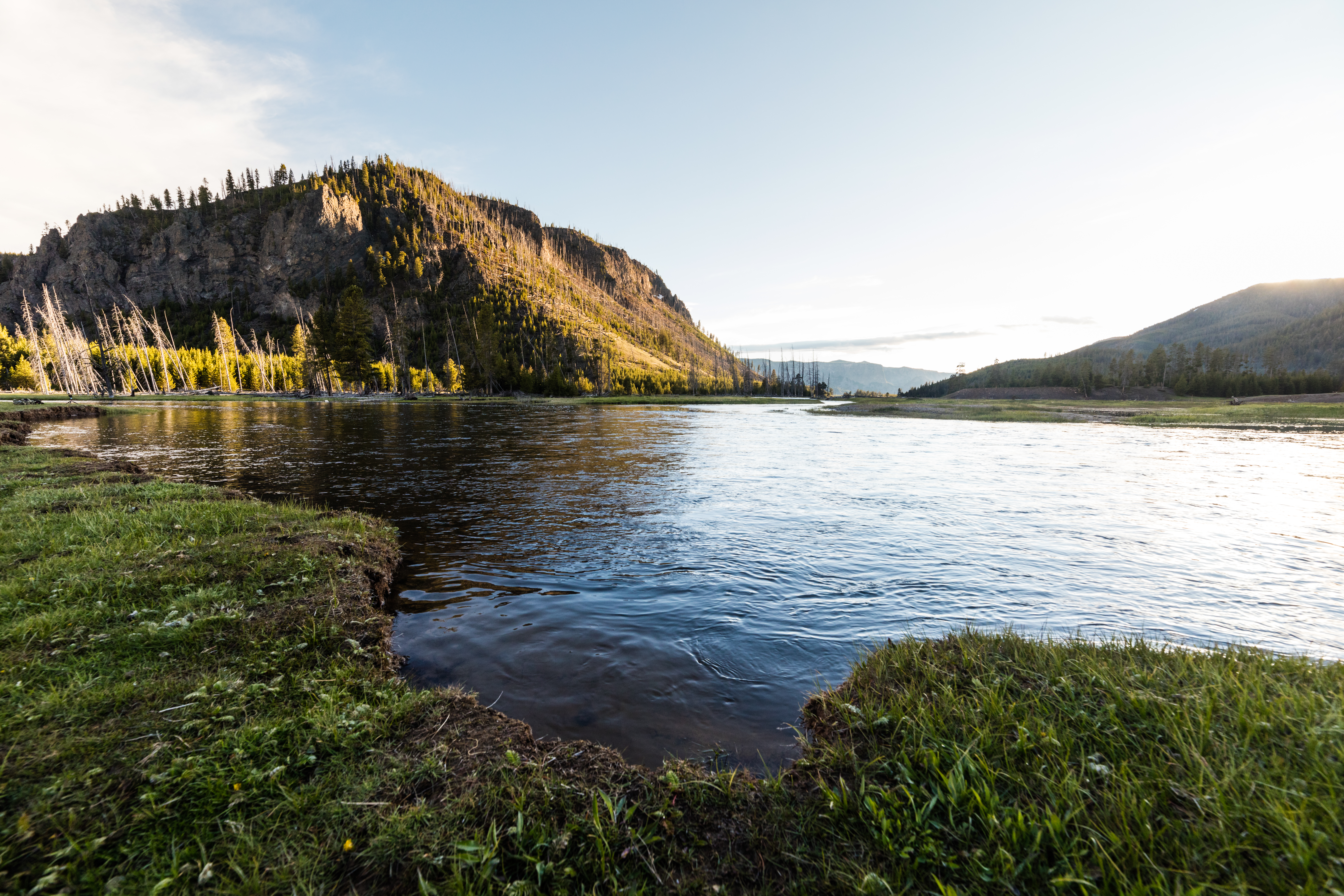
National Park Mountain und Madison River

Der National Park Mountain ist ein Berg im westlichen Teil des Yellowstone-Nationalparks im Nordwesten des US-Bundesstaates Wyoming. Sein Gipfel hat eine Höhe von 2302 m und ist Teil der Gallatin-Range in den Rocky Mountains. Er erhebt sich direkt südwestlich von Madison Junction über dem Tal des Madison River und gegenüber dem Purple Mountain. Am östlichen Fuße des Berges fließt der Firehole River durch den Firehole Canyon, bevor er bei Madison Junction in den Madison River fließt.

## Belege
1. ↑  Peakbagger: National Park Mountain. Abgerufen am 30. Dezember 2020.
2. ↑  Geonames: National Park Mountain. Abgerufen am 30. Dezember 2020.